# Megumi Kurihara
Megumi Kurihara (栗原 恵, Kurihara Megumi) est une ancienne joueuse japonaise de volley-ball née le 31 juillet 1984 à Etajima, Hiroshima. Elle mesure 1,87 m et jouait au poste de réceptionneuse-attaquante. Elle a totalisé 161 sélections en équipe du Japon. Elle a mis un terme à sa carrière de volleyeuse professionnelle en juin 2019.

## Clubs
| Club              | De        | À         |
| ----------------- | --------- | --------- |
| NEC Red Rockets   | 2003-2004 | 2003-2004 |
| Pioneer Red Wings | 2004-2005 | 2010-2011 |
| Dinamo Kazan      | 2011-2012 | 2011-2012 |
| Okayama Seagulls  | 2012-2013 | 2013-2014 |
| Hitachi Rivale    | 2014-2015 | 2017-2018 |
| JT Marvelous      | 2018-2019 | 2018-2019 |

## Palmarès

### Équipe nationale
- Championnat d'Asie et d'Océanie (1)
  - Vainqueur : 2007.

### Clubs
- Championnat du Japon (1)
  - Vainqueur : 2006.
  - Finaliste : 2005, 2014, 2016.
- Coupe de l'impératrice
  - Finaliste : 2013, 2014, 2016.
- Tournoi de Kurowashiki
  - Finaliste : 2017.

### Distinctions individuelles
- Grand Prix Mondial de volley-ball 2008: Meilleure serveuse et meilleure marqueuse[3].